# وليم جون واتكينز
وليم جون واتكينز (بالإنجليزية: William John Watkins)‏ (19 يوليو 1942 في الولايات المتحدة)؛ شاعر وروائي أمريكي.